# روجيريو أوليفيرا
روجيريو أوليفيرا (بالبرتغالية: Rogério Oliveira da Costa‏) هو لاعب كرة قدم ومدرب كرة قدم برازيلي في مركز الهجوم، ولد في 10 مايو 1976 في فوز دو إيغواسو في البرازيل، وتوفي في 19 ديسمبر 2006 في إسكوبية في مقدونيا الشمالية بسبب نوبة قلبية. لعب مع رويال أنتويرب وطرابزون سبور وفانسبور ونادي رابوتنيتشكي ونادي شكينديا ونادي فاردار.

## وصلات خارجية
- روجيريو أوليفيرا على موقع اتحاد تركيا (لاعب) (الإنجليزية)
- روجيريو أوليفيرا على موقع قاعدة بيانات كرة القدم.إي يو (الإنجليزية)
- روجيريو أوليفيرا على موقع Soccerway.com (الإنجليزية)
- روجيريو أوليفيرا على موقع عالم كرة القدم.نت (الإنجليزية)